# Municipio de Bingham (condado de Clinton)
El municipio de Bingham (en inglés: Bingham Township) es un municipio ubicado en el condado de Clinton en el estado estadounidense de Míchigan. En el año 2010 tenía una población de 2859 habitantes y una densidad poblacional de 34,06 personas por km².

## Geografía
El municipio de Bingham se encuentra ubicado en las coordenadas 42°58′44″N 84°32′11″O / 42.97889, -84.53639. Según la Oficina del Censo de los Estados Unidos, el municipio tiene una superficie total de 83.94 km², de la cual 83,89 km² corresponden a tierra firme y (0,06 %) 0,05 km² es agua.

## Demografía
Según el censo de 2010, había 2859 personas residiendo en el municipio de Bingham. La densidad de población era de 34,06 hab./km². De los 2859 habitantes, el municipio de Bingham estaba compuesto por el 95,8 % blancos, el 0,38 % eran afroamericanos, el 0,73 % eran amerindios, el 0,42 % eran asiáticos, el 1,19 % eran de otras razas y el 1,47 % eran de una mezcla de razas. Del total de la población el 3,53 % eran hispanos o latinos de cualquier raza.